# Meu Pé de Laranja Lima (telenovela de 1998)
Meu Pé de Laranja Lima é uma telenovela brasileira produzida  e exibida pela Band entre 7 de dezembro de 1998 e 2 de abril de 1999, em 101 capítulos, substituindo Serras Azuis e encerrando a dramaturgia do canal naquele momento. Baseada no livro homônimo, de José Mauro de Vasconcelos, foi escrita por Ana Maria Moretzsohn, com colaboração de Dayse Chaves, Izabel de Oliveira, Maria Cláudia Oliveira e Vera Villar, sob direção geral de Henrique Martins. Foi a terceira adaptação, após a versão de 1970 da TV Tupi e a versão de 1980 da própria Band.  
Conta com Caio Romei, Gianfrancesco Guarnieri, Regiane Alves, Karla Muga, Rodrigo Lombardi, Genésio de Barros, Eliana Guttman e Cris Bonna nos papéis principais.

## Produção e exibição
Obra baseada do livro de José Mauro de Vasconcellos, que em sua primeira foi adaptada por Ivani Ribeiro, na segunda versão usaram o texto original e nesta versão a terceira foi um remake da novela original adaptado por Ana Maria Moretzsohn. Nesta versão realizada em 1998, a história do garoto Zezé não teve o mesmo sucesso das duas versões anteriores.
A sua reexibição na TV Diário foi anunciada em janeiro de 2011 e além de Meu Pé de Laranja Lima, a emissora encomendou Serras Azuis, de mesma autoria. Caio Romei - o protagonista da trama - foi para Fortaleza fazer a divulgação da novela. A novela foi apresentada ao mercado publicitário em fevereiro.

## Enredo
Paulo e Estefânia se mudam para o interior de São Paulo com os seis filhos – Jandira, Godóia, Lili, Totoca, Luisinho e Zezé – onde o último começa a cuidar de um mirrado pé de laranja lima, o qual se torna seu companheiro de aventuras imaginárias. Na vizinhança, Zezé faz amizade com Portuga, um velhinho sábio e viajado, que conta histórias e ensina para o menino o melhor de vida com a ajuda da governanta Donana. Enquanto isso Godóia se apaixona por Henrique, mas Lili também deseja o rapaz e faz de tudo para tirar a irmã do caminho, já Jandira vive um romance com Raul, mas é pressionada por seu ardiloso patrão Caetano a se casar com ele para salvar a família da pobreza. 
Henrique chegou na cidade atrás de João Pedro Del Nero, que roubou todo dinheiro de sua família 
no passado, mas o larápio já está morto e o rapaz nem imagina que a viúva Heloísa nunca soube das falcatruas. Ainda as desventuras de Eugênia para tentar conquistar Caetano; o romance entre Heloísa e o médico Bernardo, cujo filho dela Serginho não aceita; os fofoqueiros donos da farmácia Santinha e Gabriel; já Diogo, que sempre gostou de Lili, é desprezado por ela.

## Elenco
| Intérprete              | Personagem                 |
| ----------------------- | -------------------------- |
| Caio Romei              | Zezé da Silva              |
| Gianfrancesco Guarnieri | Manuel Valadares (Portuga) |
| Regiane Alves           | Liliane da Silva (Lili)    |
| Karla Muga              | Glória da Silva (Godóia)   |
| Rodrigo Lombardi        | Henrique Muniz             |
| Eliana Guttman          | Estefânia da Silva         |
| Genézio de Barros       | Paulo da Silva             |
| Flávia Pucci            | Jandira da Silva           |
| Fernando Pavão          | Raul                       |
| Sebastião Campos        | Caetano Pereira            |
| André Cursino           | Diogo Pereira              |
| Jacqueline Dalabona     | Heloísa Del Nero           |
| Fausto Maule            | Dr. Bernardo               |
| Lu Grimaldi             | Donana                     |
| Cris Bonna              | Profª. Cecília Paim        |
| Sueli Oliveira          | Eugênia                    |
| Miwa Yanagizawa         | Gilda                      |
| Lui Strassburger        | Gabriel Vidal              |
| Helen Helene            | Santinha Vidal             |
| Leonardo Medeiros       | Padre Demétrio             |
| Maristane Dresch        | Madre Sofia                |
| Rafael Pardo            | Antônio da Silva (Totoca)  |
| Vancley Pimentel        | Luís da Silva (Luisinho)   |
| Bruno Bezerra           | Serginho Del Nero          |
| Ícaro Silva             | Juvenal Montez             |
| Talita Cantori          | Vavá Vidal                 |
| Gabriela Brito          | Biluca                     |
| Danielli Ávila          | Ritinha                    |

### Participações especiais
| Intérprete       | Personagem                         |
| ---------------- | ---------------------------------- |
| Eduardo Conde    | João Pedro Del Nero                |
| Malu Pessin      | Letícia Pereira                    |
| Cássio Scapin    | Voz do Minguinho                   |
| Kiko Mascarenhas | Zezé (adulto)                      |
| Vitor Romei      | Manoelzinho (filho de Zezé adulto) |

## Reprises
Foi reprisada nos canais Fox Life de janeiro a setembro de 2006, e pela Ulbra TV no estado do Rio Grande do Sul, de agosto a dezembro de 2010.
Foi reprisada pela TV Diário, sob bastante divulgação, entre 14 de março de 2011 à 28 de julho de 2011 em 99 capítulos, sendo substituída por Serras Azuis. Esta novela foi a primeira exibida na emissora cearense.
Foi reprisada pela Rede Vida de 5 de agosto a 20 de dezembro de 2013, em cem capítulos, com a supervisão de Hellen Bedes. Também foi transmitida no canal público Ecuador TV, em 2009, 2010 e 2012, respectivamente, e na Venezuela de 2009 a 2010[carece de fontes?]

## Trilha sonora
1. Doendo de Saudade - Daniel - (Tema de Raul e Jandira)
2. Ciranda - Gilberto Gil e Marlui Miranda - (Tema das Crianças)
3. Quando Eu Estava Só - Vânia Abreu - (Tema de Henrique e Godóia)
4. Acalanto - Leandro & Leonardo - (Tema de Luís)
5. Depois do Perigo - Zélia Duncan - (Tema de Demétrio e Cecília)
6. Fatal - Don't Wanna Miss Your Love - Uforia - (Tema de Diogo e Lili)
7. Professor Laranja - Marcus Viana e a Nave dos Sonhos
8. Cor do Arco-Iris - Jane Duboc (tema de Serginho)
9. Menino Sonhador - Jane Duboc e Marcus Viana
10. Andorinhas - Marcus Viana
11. Sonho de Pescador - Marcus Viana (tema de Paulo)
12. O Toque de Amor - Marcus Viana
13. O Poeta e o Rouxinol -Marcus Viana
14. O Anjo - Marcus Viana
15. Santuário das Águas - Marcus Viana
16. Canção da Árvore - Marcus Viana (tema de Zezé)
17. Brincar de Ser Herói - Jane Duboc - (Tema de Abertura)

- A novela não teve sua trilha sonora comercializada nessa versão.
- Toda a trilha instrumental foi composta por Marcus Viana, que já havia trabalhado em duas outras produções da Band, Serras Azuis e A Idade da Loba, em parceria com Ronaldo Pellicano.